# Ženski Fudbalski Klub Naše Taksi
Lo Ženski Fudbalski Klub Naše Taksi, noto come ŽFK Naše Taksi (in caratteri cirillici Женски фудбалски клуб Наше Такси), fu una società calcistica femminile macedone con sede a Skopje.

## Storia
Fondata nel 2010, con i documenti ufficiali depositati in data 15 luglio 2010, la squadra, pur essendone esistite precedentemente, diventò l'unica esistente nella capitale della Macedonia del Nord. Al suo primo anno di attività viene iscritta direttamente alla 1. liga Ženi, massimo livello del locale campionato di categoria, e posta alla guida del tecnico Nenad Turmakoski conquistò subito campionato e Coppa, risultato ottenuto anche nella stagione seguente.
Grazie a questi risultati ha potuto rappresentare la federazione calcistica della Macedonia del Nord alle edizioni 2011-2012 e 2012-2013 della UEFA Women's Champions League, uscendo subito dal torneo alla fase preliminare causa la diversa caratura tecnica delle avversarie.
La società decise di sciogliersi prima dell'inizio della stagione 2012-2013, svincolando le proprie atlete, molte delle quali andarono a costituire l'ossatura del Biljanini Izvori futuro campione di Macedonia.

## Palmarès
- Campionato macedone: 2

2010-2011, 2011-2012
- Coppa della Macedonia: 2

2010-2011, 2011-2012

## Statistiche

### Risultati nelle competizioni UEFA
| Stagione | Competizione     | Fase                     | Avversario        | Risultato | Risultato | Risultato |
| Stagione | Competizione     | Fase                     | Avversario        | andata    | ritorno   | aggregato |
| -------- | ---------------- | ------------------------ | ----------------- | --------- | --------- | --------- |
| 2011-12  | Champions League | gironi di qualificazione | Young Boys        | 1-3       | 1-3       | 1-3       |
| 2011-12  | Champions League | gironi di qualificazione | PAOK Salonicco    | 1-0       | 1-0       | 1-0       |
| 2011-12  | Champions League | gironi di qualificazione | Goliador Chișinău | 6-0       | 6-0       | 6-0       |
| 2012-13  | Champions League | gironi di qualificazione | PAOK Salonicco    | 0-1       | 0-1       | 0-1       |
| 2012-13  | Champions League | gironi di qualificazione | MTK Hungária      | 0-8       | 0-8       | 0-8       |
| 2012-13  | Champions League | gironi di qualificazione | Skonto            | 5-2       | 5-2       | 5-2       |